# Segundo julgamento de impeachment de Donald Trump
O segundo julgamento de impeachment de Donald Trump, o 45º presidente dos Estados Unidos (no cargo de 2017 a 2021), começou em 9 de fevereiro de 2021 e terminou com sua absolvição em 13 de fevereiro. Donald Trump sofreu impeachment pela segunda vez pela Câmara dos Representantes em 13 de janeiro de 2021. A Câmara aprovou um artigo de impeachment contra Trump: incitação à insurreição. Ele é o único presidente dos EUA e único funcionário federal a sofrer impeachment duas vezes. Ele sofreu impeachment pela Câmara sete dias antes do término de seu mandato e da posse de Joe Biden. Como ele deixou o cargo antes do julgamento, este foi o primeiro julgamento de impeachment de um ex-presidente. O artigo de impeachment abordou as tentativas de Trump de anular os resultados das eleições presidenciais de 2020 (incluindo suas alegações de fraude eleitoral e seus esforços para pressionar as autoridades eleitorais na Geórgia) e afirmou que Trump incitou o ataque ao Capitólio em Washington, D.C., enquanto o Congresso era convocado para contar os votos eleitorais e certificar a vitória de Joe Biden e Kamala Harris.
No início do julgamento, o senador Rand Paul forçou uma votação para rejeitar a acusação de impeachment sob o argumento de que era inconstitucional julgar um ex-presidente, argumentando que o impeachment só se aplica aos atuais oficiais federais e que a punição de remoção do cargo era discutível sob as circunstâncias. Os defensores do prosseguimento do julgamento argumentaram que a Constituição também permite a cassação do exercício de cargos futuros, o que a Câmara havia solicitado em seu artigo de impeachment. A moção foi derrotada por 55 votos a 45, com todos os democratas, ambos independentes, e cinco republicanos (Susan Collins do Maine, Lisa Murkowski do Alasca, Mitt Romney de Utah, Ben Sasse de Nebraska e Pat Toomey da Pensilvânia) votando contra a moção. Esta foi a primeira vez que um ex-presidente foi julgado, e apenas a segunda vez que o Senado julgou alguém que já havia deixado o cargo, depois do secretário de Guerra William W. Belknap em 1876. Jamie Raskin foi o principal gerente de impeachment e o principal autor – junto com o deputado David Cicilline e o deputado Ted Lieu – do artigo de impeachment, que acusou Trump de incitar uma insurreição ao provocar o ataque ao Capitólio. Joaquin Castro, Eric Swalwell, Madeleine Dean e Stacey Plaskett também auxiliaram na entrega das sustentações orais para condenação.
A defesa de Trump foi liderada por Michael van der Veen, um advogado de danos pessoais da Filadélfia, juntamente com David Schoen e Bruce Castor. O estilo e a substância de Van der Veen durante o julgamento atraíram ridículos e críticas de muitos, com suspiros e risos no Senado quando ele afirmou que tentaria depor pelo menos 100 pessoas em seu escritório na Filadélfia, incluindo a presidente da Câmara dos Representantes, Nancy Pelosi, e a vice-presidente, Kamala Harris. Trump havia originalmente contratado Butch Bowers e Deborah Barbier para representá-lo, mas eles pediram demissão junto com outros três advogados depois que "o ex-presidente queria que os advogados que o representavam se concentrassem em suas alegações de fraude eleitoral em massa" e sua falsa alegação de que "a eleição foi roubada dele".
Na conclusão do julgamento, o Senado votou por 57 a 43 para condenar Trump por incitar a insurreição, ficando 10 votos abaixo da maioria de dois terços exigida pela Constituição, e Trump foi, portanto, absolvido. Sete senadores republicanos se juntaram a todos os senadores democratas e independentes na votação para condenar Trump, a maior votação bipartidária para uma condenação por impeachment de um presidente ou ex-presidente dos EUA. Após a votação da absolvição, Mitch McConnell disse que não há dúvida de que Trump é prática e moralmente responsável por incitar os eventos no Capitólio, mas ele votou contra a condenação devido à sua interpretação da Constituição dos Estados Unidos.